# Madrepeira
Madrepeira LEVI, 1995 è un ex-genere appartenente alla famiglia Araneidae; nel 2008 l'aracnologo Levi, a seguito di uno studio, ha inglobato questo genere e la sua unica specie nel genere Spintharidius, sempre appartenente alla famiglia Araneidae.
La prima parte dell'etimologia, il prefisso madr-, non è chiara; la seconda parte deriva dal greco ἑπί, epì, cioè sopra e εῖρειν, èirein, cioè intrecciare, perché tesse la ragnatela.

## Tassonomia
Dell'unica specie che comprendeva questo genere, Madrepeira amazonica (Levi, 1995), l'aracnologo Levi ne ha riconosciuto la sostanziale identità con Spintharidius rhomboidalis Simon, 1893, specie tipo di questo genere.